# 14-羟基-11-二十碳烯酸
14-羟基-11-二十碳烯酸或Lesquerolic acid是一种羟基羧酸，天然存在于Paysonia lasiocarpa和其他Paysonia和Physaria物种中。该化合物在含醇立构中心处具有R构型，在烯烃处具有Z构型。该化合物在化学上与蓖麻酸相似，但在碳链的羧基端有两个额外的碳。该化合物与其他羟基脂肪酸一样具有重要的工业用途，包括制造树脂、蜡、尼龙和塑料。